# フィリップ・カン・五反田
フィリップ・カン・五反田（Philip Kan Gotanda、1951年12月17日 - ）は日系三世の脚本家、映画監督。 彼の作品の多くはアジア系アメリカ人の経験をテーマとする。

## バイオグラフィー
五反田は30年にわたり戯曲や映画を創作してきた。米国に滞在するアジア人の異国に生活する苦悩などをテーマにした作品をアメリカのみならず、ヨーロッパやアジアに広めることに尽力してきた。五反田のアジア系アメリカ人をテーマとした力強い戯曲や映画は、全米の大学や学校で研究され、今なお上演されている。
五反田が執筆、演出を手掛けた『Manzanaar: An American Story』はマエストロ ケント・ナガノのナレーション入り交響曲である。また、1940年代後半に収容所からサンフランシスコの日本町へと戻った日系アメリカ人とアフリカ系アメリカ人のジャズ・シーンの出会いが描かれた『After the War』は、2007年3月にアメリカン・コンザバトリー・シアターで上演された。戯曲の邦訳『Sisters Matsumoto』は、東京の劇団民藝で上演された。
五反田の映画作品も世界中の映画祭で上映されている。最新作『Life Tastes Good』はサンダンス映画祭で上映され、現在はインディペンデント・フィルム・チャンネルで見ることができる。制作総指揮のデール・ミナミとダイアン・タケイと共に、彼らの制作会社ジョー・オヅ・フィルムズで最新作『Inscrutable Grin』を制作中である。
カリフォルニア大学ヘイスティングス法科大学院で法務博士号を取得し、日本では故・瀬戸弘司氏から陶芸を学び、現在は女優でありプロデューサーのでもあるダイアン・タケイ（配偶者）とともにバークレーに在住している。ワシントン大学出版局により、戯曲集『No More Cherry Blossoms』と『Fish Soup and Other Plays』が出版されている。その他に『The Wash』、『The Dream of Kitamura』、『Day Standing on its Head』、『Yohen』、『The Wind Calls Mary』など多くの作品がある。

## 経歴
これまでに作品が上演された劇場には、A Contemporary Theatre、American Conservatory Theater、American Place Theater、Asian American Theater Workshop Berkeley Repertory Theatre、Campo Santo+Intersection、East West Players、Eureka Theater、The Group Theater、La Mama、Manhattan Theatre Club、Mark Taper Forum、Magic Theater、東京民藝芸術団、Missouri Rep、New Federal Theater New York Shakespeare Festival、Pan Asian Rep、Playwrights Horizons、Promenade Theater/National Theater - London、Asian American Theater Company、Robey Theatre Company、San Jose Repertory Theatre、Seattle Repertory Theatre、South Coast Repertoryなどがある。
スタンフォード大学、カリフォルニア大学バークレー校、バークレー・レパートリー・シアターのアーティスト・イン・レジデンスを務めた。

## 舞台
- The Avocado Kid (ミュージカル)
- Song For a Nisei Fisherman (歌付きの芝居)
- "Bullet Headed Birds" (歌付きの芝居)
- "Jan Ken Po" (デイヴィッド・ヘンリー・ウォン、リック・シオミとのコラボレーション)
- American Tattoo
- The Wash
- Yankee Dawg You Die
- The Dream Of Kitamura
- Fish Head Soup
- Day Standing on Its Head
- Yohen
- "in the dominion of night" (長編口語劇、レトロ・ジャズ・アンサンブル、The New Orientals と共演)
- The Wind Cries Mary
- The Ballad of Yachiyo
- Sisters Matsumoto
- A Fist Of Roses (カンポ・サントとのコラボレーション)
- floating weeds
- Manzanar: An American Story (ナレーション付き交響曲 -- 脚本家)
- After The War (2014年に『After The War Blues』に改稿)
- Under The Rainbow (evening of two one acts: Natalie Wood Is Dead; White Manifesto or Got Rice?)
- #5 The Angry Red Drum
- Child is Father to Man (短編劇、シルクロード・ライジングが 「DNAトレイル 」の一環として上演)
- Apricots of Andujar (室内オペラ -- 脚本家)
- The Life And Times of Chang and Eng - The Inescapable Truth Of Love That Binds
- Love In American Times
- Body Of Eyes (作詞家、作曲家：シンジ・エシマ)
- "Night Fishing". （ポッドキャスト、作曲家デイヴィッド・コールターとのコラボレーション）
- The Jamaican Wash (ジャマイカ系アメリカ人家族による『The Wash』の翻案)
- #CAMPTULELAKE (短編劇、ゲーテ・インスティトゥートの「Plurality of Privacy in Five-Minute Plays」プロジェクトの一環として委嘱され、2017年にA.C.T.で上演)[7]
- Rashomon (ウブントゥ・シアター・プロジェクトによる脚色)
- Pool of Unknown Wonders: Undertow of the Soul
- "Both Eyes Open" (オペラ -- 脚本家。作曲家: マックス・ギテック・デュイカーズ）
- "West of Grove Street. A Play About Old Love. Dying. And The Crossing of Red Lines".

## 映画
- The Wash (1988年) - 脚本
- The Kiss (1992年 短編) - 監督、脚本、出演
- Drinking Tea (短編) - 監督、脚本
- Life Tastes Good (1999年) - 監督、脚本、俳優
- The Other Barrio (2015年) - 俳優

## 受賞歴
- Dramatist Guild Foundation Legacy Playwrights Award[8]
- American Academy of Arts and Sciences Inductee 2023[9]
- Guggenheim Fellowship[10]
- Pew Charitable Trust[3]
- John D. Rockefeller 3rd Award[11]
- Lila Wallace[12]
- National Endowment for the Arts (全米芸術基金賞)[13]
- National Endowment for the Arts - Theater Communications Playwriting Award
- A PEN Center West Award[14]
- LA Music Center Award
- 2007 Japan Society of Northern California Award[15]
- A Chinese For Affirmative Action Award
- National Japanese American Historical Society
- City of Stockton Arts Award
- East West Players' Visionary Award[16]
- Asian American Theater Company Life Time Achievement
- 2 California Civil Liberties Public Education Program[17]
- 2009 MAP Fund Creative Exploration Grant[18]
- 2008 Granada Arts Theater Fellowship[19]
- UC Berkeley Arts Center Fellow in Theater
- Sundance Theater Fellow[20]
- Sundance Film Fellow Program
- エド・ブリンズ、コンスタンス・コングドンとともにLegacy Playwrights Initiative 賞の第1回受賞者（2020年12月）[21]